# ICD-9
ICD-9 er niende udgave af WHOs sygdomsklassifikationssystem. ICD er en forkortelse for International Classification of Diseases. 
ICD-9 blev publiceret i 1977 og blev erstattet af ICD-10 i 1992. 
ICD-9 blev aldrig benyttet i Danmark.